# Persone di nome Konstantin
| Questa pagina contiene informazioni ricavate automaticamente dalle voci biografiche con l'ausilio del template Bio e di un bot. L'aggiornamento è periodico e automatico e ricostruisce completamente la pagina. Se manca una persona in questa lista, sei pregato di non aggiungerla, ma accertati piuttosto che la sua voce biografica contenga il template Bio e che i dati anagrafici siano correttamente compilati. Se il template Bio manca, inseriscilo tu stesso o, in alternativa, metti l'avviso {{tmp\|Bio}} che ne segnala la mancanza. Se i dati riportati sono sbagliati, correggi direttamente la voce biografica; le modifiche saranno visibili in questa lista entro pochi giorni. Per chiarimenti vedi il progetto antroponimi. La lista contiene solo le 143 persone che sono citate nell'enciclopedia e per le quali è stato implementato correttamente il template Bio. Pagina aggiornata al 23 mag 2025. |

Questa è una lista di persone presenti nell'enciclopedia che hanno il nome Konstantin, suddivise per attività principale.

## Abati(1)
- Konstantin von Buttlar, abate tedesco (Fulda, n. 1679 - Eichenzell, † 1726)

## Allenatori di calcio(2)
- Konstantin Kvašnin, allenatore di calcio e calciatore sovietico (Mosca, n. 1898 - Mosca, † 1982)
- Konstantin Zyrjanov, allenatore di calcio e ex calciatore russo (Perm', n. 1977)

## Allenatori di calcio a 5(1)
- Konstantin Maevskij, allenatore di calcio a 5 e ex giocatore di calcio a 5 russo (Mosca, n. 1979)

## Allenatori di pallavolo(1)
- Konstantin Ušakov, allenatore di pallavolo e ex pallavolista russo (Omsk, n. 1970)

## Animatori(1)
- Konstantin Bronzit, animatore e regista russo (Leningrado, n. 1965)

## Architetti(2)
- Konstantin Stepanovič Mel'nikov, architetto e pittore russo (Mosca, n. 1890 - Mosca, † 1974)
- Konstantin Andreevič Thon, architetto russo (San Pietroburgo, n. 1794 - San Pietroburgo, † 1881)

## Astisti(1)
- Konstantin Volkov, ex astista sovietico (n. 1960)

## Attori(9)
- Konstantin Jur'evič Chabenskij, attore e regista russo (Leningrado, n. 1972)
- Konstantin Eršov, attore e regista sovietico (n. 1935 - Mosca, † 1984)
- Konstantin Lavronenko, attore russo (Rostov sul Don, n. 1961)
- Konstantin Nassonov, attore sovietico (Rostov sul Don, n. 1895 - Mosca, † 1963)
- Costa Ronin, attore russo (Kaliningrad, n. 1979)
- Konstantin Shayne, attore russo (Charkiv, n. 1888 - Los Angeles, † 1974)
- Konstantin Skorobogatov, attore sovietico (n. 1887 - Leningrado, † 1969)
- Konstantin Sergeevič Stanislavskij, attore, regista teatrale e insegnante russo (Mosca, n. 1863 - Mosca, † 1938)
- Konstantin Ėggert, attore sovietico (Mosca, n. 1883 - Mosca, † 1955)

## Aviatori(1)
- Konstantin Konstantinovič Kokkinaki, aviatore sovietico (Novorossijsk, n. 1910 - Mosca, † 1990)

## Calciatori(13)
- Konstantin Bazeljuk, calciatore russo (Vitjazevo, n. 1993)
- Konstantin Beskov, calciatore e allenatore di calcio sovietico (Mosca, n. 1920 - Mosca, † 2006)
- Konstantin Engel, calciatore kazako (Karaganda, n. 1988)
- Konstantin Kerschbaumer, calciatore austriaco (Tulln, n. 1992)
- Konstantin Križevskij, calciatore sovietico (Odincovo, n. 1926 - Mosca, † 2000)
- Konstantin Kučaev, calciatore russo (Rjazan', n. 1998)
- Konstantin Maradišvili, calciatore russo (Mosca, n. 2000)
- Konstantin Pliev, calciatore russo (Vladikavkaz, n. 1996)
- Konstantin Rausch, ex calciatore russo (Koževnikovo, n. 1990)
- Konstantin Savičev, calciatore russo (Brjansk, n. 1994)
- Konstantin Šil'cov, calciatore russo (Elec, n. 2002)
- Konstantin Tjukavin, calciatore russo (Kotlas, n. 2002)
- Konstantin Vassiljev, ex calciatore estone (Tallinn, n. 1984)

## Cantautori(1)
- Konstantin Wecker, cantautore, compositore e attore tedesco (Monaco di Baviera, n. 1947)

## Cestisti(6)
- Konstantin Bulanov, cestista russo (Perm', n. 1990)
- Konstantin Georgiev, cestista bulgaro (Pleven, n. 1933 - † 2016)
- Kosta Karamatskos, cestista tedesco (Stoccarda, n. 1986)
- Konstantin Klein, cestista tedesco (Berlino, n. 1991)
- Konstantin Totev, cestista bulgaro (Veliko Tărnovo, n. 1927 - Sofia, † 2006)
- Konstantin Travin, cestista e allenatore di pallacanestro sovietico (Verchnie Pady, n. 1905 - † 1988)

## Cosmonauti(2)
- Konstantin Borisov, cosmonauta russo (Smolensk, n. 1984)
- Konstantin Mirovič Kozeev, cosmonauta russo (Kaliningrad, n. 1967)

## Danzatori(1)
- Konstantin Sergeev, ballerino e coreografo sovietico (San Pietroburgo, n. 1910 - San Pietroburgo, † 1992)

## Diplomatici(3)
- Konstantin Dumba, diplomatico e nobile austriaco (Vienna, n. 1856 - Steindorf am Ossiacher See, † 1947)
- Konstantin Katakazi, diplomatico russo (n. 1828 - † 1890)
- Konstantin von Trauttenberg, diplomatico e nobile austriaco (Opava, n. 1841 - Roma, † 1914)

## Filosofi(1)
- Konstantin Nikolaevič Leont'ev, filosofo, medico e monaco cristiano russo (Kudinov, n. 1831 - Monastero della Trinità di San Sergio, † 1891)

## Fisici(1)
- Konstantin Novosëlov, fisico russo (Nižnij Tagil, n. 1974)

## Fondisti(1)
- Konstantin Glavatskich, fondista russo (Privolžskij, n. 1986)

## Generali(10)
- Konstantin d'Aspre, generale austriaco (Bruxelles, n. 1789 - Padova, † 1850)
- Kostantin Ėsperovič Belosel'skij-Belozerskij, generale russo (n. 1843 - Neuilly-sur-Seine, † 1920)
- Konstantin von Benckendorff, generale e diplomatico russo (Reval, n. 1785 - † 1828)
- Konstantin Konstantinovič Benckendorff, generale e diplomatico russo (Berlino, n. 1816 - Parigi, † 1858)
- Konstantin Petrovič von Kaufman, generale russo (Dęblin, n. 1818 - Taškent, † 1882)
- Konstantin Ivanovič Kobec, generale russo (Kiev, n. 1939 - Mosca, † 2012)
- Konstantin Markovič Poltorackij, generale russo (Černigov, n. 1782 - San Pietroburgo, † 1858)
- Konstantin Konstantinovič Rokossovskij, generale sovietico (Varsavia, n. 1896 - Mosca, † 1968)
- Konstantin Schmidt von Knobelsdorf, generale tedesco (Francoforte sull'Oder, n. 1860 - Berlino, † 1936)
- Konstantin Žostov, generale bulgaro (Gajtaninovo, n. 1867 - Kjustendil, † 1916)

## Geologi(1)
- Konstantin Adamovič Vollosovič, geologo e esploratore russo (Sluckij uezd, n. 1869 - Distretto di Zmiïv, † 1919)

## Ginnasti(1)
- Konstantin Plužnikov, ginnasta russo (Seversk, n. 1987)

## Giocatori di beach volley(1)
- Konstantin Semënov, giocatore di beach volley russo (n. 1989)

## Giocatori di calcio a 5(3)
- Konstantin Čaščin, ex giocatore di calcio a 5 russo (n. 1988)
- Konstantin Duškevič, ex giocatore di calcio a 5 russo (Krasnogorsk, n. 1981)
- Konstantin Erëmenko, giocatore di calcio a 5 e calciatore russo (Dnipropetrovs'k, n. 1970 - Mosca, † 2010)

## Giuristi(1)
- Konstantin Petrovič Pobedonoscev, giurista, politico e educatore russo (Mosca, n. 1827 - San Pietroburgo, † 1907)

## Hockeisti su ghiaccio(5)
- Konstantin Barulin, hockeista su ghiaccio russo (Karaganda, n. 1984)
- Konstantin Gorovikov, hockeista su ghiaccio russo (Novosibirsk, n. 1977)
- Konstantin Korneev, hockeista su ghiaccio russo (Mosca, n. 1984)
- Konstantin Loktev, hockeista su ghiaccio sovietico (Mosca, n. 1933 - Mosca, † 1996)
- Konstantin Puškarëv, hockeista su ghiaccio kazako (n. 1985)

## Imprenditori(1)
- Konstantin Valer'evič Malofeev, imprenditore e politico russo (Puščino, n. 1974)

## Ingegneri(4)
- Konstantin Ėduardovič Ciolkovskij, ingegnere e scienziato russo (Iževskoe, n. 1857 - Kaluga, † 1935)
- Konstantin Petrovič Feoktistov, ingegnere e cosmonauta sovietico (Voronež, n. 1926 - Mosca, † 2009)
- Konstantin Alekseevič Kalinin, ingegnere sovietico (Varsavia, n. 1889 - Voronež, † 1940)
- Konstantin Meyl, ingegnere tedesco (Lemgo, n. 1952)

## Lottatori(2)
- Konstantin Schneider, lottatore tedesco (Frunze, n. 1975)
- Konstantin Vyrupaev, lottatore sovietico (Irkutsk, n. 1930 - Irkutsk, † 2012)

## Mercenari(1)
- Konstantin Pikalov, mercenario e militare russo (n. 1968)

## Militari(2)
- Konstantin Mihailović, militare serbo (n. 1430)
- Konstantin Valentini, militare austro-ungarico (Olmütz, n. 1876 - † 1951)

## Navigatori(1)
- Konstantin Konstantinovič Neupokoev, navigatore russo (San Pietroburgo, n. 1884 - Pietrogrado, † 1924)

## Nobili(4)
- Konstantin Nikolaevič Romanov, nobile russo (San Pietroburgo, n. 1827 - San Pietroburgo, † 1892)
- Konstantin Pavlovič Romanov, nobile russo (Carskoe Selo, n. 1779 - Vicebsk, † 1831)
- Konstantin Konstantinovič Romanov, nobile russo (San Pietroburgo, n. 1891 - Alapaevsk, † 1918)
- Konstantin Konstantinovič Romanov, nobile russo (Strel'na, n. 1858 - Pavlovsk, † 1915)

## Pallanuotisti(3)
- Konstantin Kiselëv, pallanuotista russo (n. 1995)
- Konstantin Koutek, pallanuotista cecoslovacco (Praga, n. 1909 - † 1984)
- Konstantin Stepanjuk, pallanuotista russo (Mosca, n. 1984)

## Pallavolisti(5)
- Konstantin Abaev, pallavolista russo (Kaliningrad, n. 1999)
- Konstantin Bakun, pallavolista ucraino (Odessa, n. 1985)
- Konstantin Čupković, pallavolista serbo (Virovitica, n. 1987)
- Konstantin Reva, pallavolista e allenatore di pallavolo sovietico (Suchodol, n. 1921 - Mosca, † 1997)
- Konstantin Shumov, pallavolista russo (Mosca, n. 1985)

## Partigiani(1)
- Koča Popović, partigiano, generale e politico jugoslavo (Belgrado, n. 1908 - Belgrado, † 1992)

## Pattinatori di short track(1)
- Konstantin Ivliev, pattinatore di short track russo (Mosca, n. 2000)

## Pianisti(2)
- Konstantin Bogino, pianista russo (Mosca, n. 1950)
- Konstantin Aleksandrovič Ŝerbakov, pianista e docente russo (Barnaul, n. 1963)

## Pittori(5)
- Konstantin Dmitrievič Flavickij, pittore russo (Mosca, n. 1830 - San Pietroburgo, † 1866)
- Konstantin Alekseevič Korovin, pittore e scenografo russo (Mosca, n. 1861 - Parigi, † 1939)
- Konstantin Egorovič Makovskij, pittore russo (Mosca, n. 1839 - Pietrogrado, † 1915)
- Konstantin Apollonovič Savickij, pittore russo (Taganrog, n. 1844 - Penza, † 1905)
- Konstantin Somov, pittore russo (San Pietroburgo, n. 1869 - Parigi, † 1939)

## Poeti(4)
- Konstantin Dmitrievič Bal'mont, poeta russo (Vladimir, n. 1867 - Parigi, † 1942)
- Konstantin Nikolaevič Batjuškov, poeta russo (Vologda, n. 1787 - Vologda, † 1855)
- Konstantin Biebl, poeta ceco (Slavětín, n. 1898 - Praga, † 1951)
- Konstantin Vasil'evič Ivanov, poeta, drammaturgo e romanziere russo (Slakbaš, n. 1890 - Slakbaš, † 1915)

## Politici(11)
- Konstantin Ustinovič Černenko, politico sovietico (Bol'šaja Tes', n. 1911 - Mosca, † 1985)
- Konstantin Muraviev, politico bulgaro (Pazardžik, n. 1893 - Sofia, † 1965)
- Konstantin Pavlovič Naryškin, politico russo (n. 1806 - † 1880)
- Konstantin von Neurath, politico, diplomatico e criminale di guerra tedesco (Vaihingen an der Enz, n. 1873 - Vaihingen an der Enz, † 1956)
- Stojan Novaković, politico e diplomatico serbo (Šabac, n. 1842 - Niš, † 1915)
- Konstantin Päts, politico estone (Tahkuranna, n. 1874 - Buraševo Tver', † 1956)
- Konstantin Vladimirovič Rodzaevskij, politico russo (Blagoveščensk, n. 1907 - Mosca, † 1946)
- Konstantin Stepanovič Kuzakov, politico e giornalista sovietico (Sol'vyčegodsk, n. 1911 - Mosca, † 1996)
- Konstantin Stoilov, politico bulgaro (Plovdiv, n. 1853 - Sofia, † 1901)
- Konstantin Vojnović, politico serbo (Castelnuovo di Cattaro, n. 1832 - Ragusa di Dalmazia, † 1903)
- Konstantin Čujčenko, politico, avvocato e imprenditore russo (Lipeck, n. 1965)

## Presbiteri(1)
- Konstantin Gutberlet, presbitero, filosofo e teologo tedesco (Geismar, n. 1837 - Fulda, † 1928)

## Principi(1)
- Konstantin Bagration-Mukhrani, principe georgiano (Tbilisi, n. 1889 - Jarosław, † 1915)

## Registi(5)
- Konstantin Alekseevič Berezovskij, regista sovietico (Ufa, n. 1924 - Perm', † 2016)
- Konstantin Chudjakov, regista sovietico (Mosca, n. 1938)
- Konstantin Konstantinovič Judin, regista cinematografico sovietico (n. 1896 - Mosca, † 1957)
- Konstantin Sergeevič Lopušanskij, regista e sceneggiatore russo (Dnipropetrovs'k, n. 1947)
- Konstantin Naumovič Voinov, regista cinematografico sovietico (n. 1918 - Mosca, † 1995)

## Rivoluzionari(1)
- Konstantin Michajlovič Tachtarev, rivoluzionario e sociologo russo (Mosca, n. 1871 - Mosca, † 1925)

## Scacchisti(2)
- Konstantin Landa, scacchista russo (Omsk, n. 1972 - † 2022)
- Konstantin Rufovič Sakaev, scacchista russo (Leningrado, n. 1974)

## Sciatori alpini(1)
- Konstantin Čistjakov, ex sciatore alpino russo (Leningrado, n. 1970)

## Scrittori(6)
- Konstantin Sergeevič Aksakov, scrittore, critico letterario e filosofo russo (Novo-Aksakovo, n. 1817 - Zante, † 1860)
- Konstantin Aleksandrovič Fedin, scrittore sovietico (Saratov, n. 1892 - Mosca, † 1977)
- Konstantin Georgievič Paustovskij, scrittore sovietico (Mosca, n. 1892 - Mosca, † 1968)
- Konstantin Raudive, romanziere e filosofo lettone (Dagda, n. 1909 - Bad Krozingen, † 1974)
- Konstantin Michajlovič Simonov, scrittore sovietico (Pietrogrado, n. 1915 - Mosca, † 1979)
- Konstantin Veličkov, scrittore bulgaro (Pazardžik, n. 1855 - Grenoble, † 1907)

## Slittinisti(1)
- Konstantin Koršunov, slittinista russo (Dmitrov, n. 1998)

## Taekwondoka(1)
- Konstantin Minin, taekwondoka russo (n. 1993)

## Tennisti(1)
- Konstantin Kravčuk, tennista russo (Mosca, n. 1985)

## Velisti(1)
- Konstantin Aleksandrov, velista sovietico (Pietrogrado, n. 1920 - † 1987)

## Vescovi cattolici(1)
- Konstantin Schütz von Holzhausen, vescovo cattolico tedesco (Haßfurt, n. 1709 - Petersberg, † 1775)

## Violinisti(1)
- Konstantin Georgievič Mostras, violinista, docente e compositore russo (Ardzhenka, n. 1886 - Mosca, † 1965)

## Zoologi(1)
- Konstantin Satunin, zoologo russo (Jaroslavl', n. 1863 - Mtskheta, † 1915)

## Senza attività specificata(2)
- Konstantin Sal'nikov, ex pentatleta sovietico (Mosca, n. 1927)
- Konstantin Schad, ex snowboarder tedesco (Rosenheim, n. 1987)